# 프레이 벵 FC
프레이 벵 FC(ក្លឹបបាល់ទាត់ខេត្តព្រៃវែង)는 캄보디아의 축구단이다. 현재 C리그에 참가하고 있다.

## 우승
- 캄보디아 2부 리그: 2020